# Entre Aspas
Entre Aspas (Port.; „In Anführungszeichen“) war eine portugiesische Pop-Rock-Band von der Algarve. Für 2023 kündigte die Gruppe zum 30. Jubiläum ihres ersten Albums einige zeitlich begrenzte Aktivitäten an, insbesondere Veröffentlichungen und Konzerte.

## Bandgeschichte
Die Sängerin Viviane und der Gitarrist Tó Viegas gründeten die Band 1990 in Faro, wo sie lebten. In Ermangelung eines Bandnamens ließen sie den Platz zwischen den Anführungszeichen frei, als sie den Termin für ihren ersten Auftritt in der Bar Morbidus in Faro 1990 festlegten. Sie traten dort noch als Duo auf, verstärkten sich danach aber mit dem ehemaligen Opinião-Pública-Bassisten Luís Fialho und dem Schlagzeuger João Vieira. In der Folge entschieden sie, Entre Aspas als Bandnamen weiter zu führen. Sie nahmen 1991 am ersten Band-Nachwuchswettbewerb der Stadtverwaltung (Câmara Municipal) von Lissabon teil, wo sie den dritten Platz belegten. Die BMG Ariola (heute Sony Music Entertainment) nahm die Gruppe daraufhin 1992 unter Vertrag, und 1993 erschien ihr erstes Album Entre s.f.f. Es wurde von Trovante-Musiker Manuel Faria produziert, ebenso die folgende Aufnahme der Band für ihren Beitrag zum Filhos da Madrugada-Tribut-Projekt für José Afonso 1994.
Ihr zweites Album Lollipop weckte die Aufmerksamkeit der Kritik und gilt als eines der wenigen zeitgenössischen Beispiele für unbeschwerte Popmusik internationaler Prägung in Portugal. Mit ihrem dritten Album Edelweiss bestätigten sie den Eindruck, wobei das Stück Uma Pequena Flôr  als besonders eingängig heraus stach und häufiges Airplay erhielt. 1998 wurden sie in der Folge vom Radiosender Antena 3 eingeladen, an dessen Projekt akustischer Konzerte teilzunehmen, aus dem ihr Beitrag zum Ao Vivo na Antena 3-Sampler resultierte. 1999 waren sie eine von 20 Gruppen des Tribut-Projektes XX Anos, XX Bandas zum 20. Bühnenjubiläum der Band Xutos & Pontapés.
Im Jahr 2000 nahmen sie das Album Loja dos Sonhos auf. Mit Gastsänger João Peste (Sänger der Band Pop Dell’Arte u. a.) und einigen Neuerungen, wie Einflüssen französischer Popmusik und dem von Britpop-Gruppen bekannten Äußeren, erhielt das Album erneut den Zuspruch der Musikpresse. 2001 folgte das akustische Live-Album www.entreaspasaovivo.com, auf dem neben zwei neuen Liedern auch eine Version des Amália-Rodrigues-Stückes A Formiga Bossa-Nova war. Ab 2002 reduzierte die Band ihre Tätigkeit. Seit 2005 gilt die Gruppe als aufgelöst. Die Sängerin Viviane (gelegentlich auch als Vivianne geführt) nahm danach eine Solo-Karriere auf.
Ende 2022 kündigte die Gruppe für 2023 überraschend für eine begrenzte Zeit neue Aktivitäten an, anlässlich des 30 Jahre zuvor erschienen Debütalbums, darunter eine vom Brasilianer Alê Siqueira produzierte Electroswing-Version ihrer ersten Single, die Veröffentlichung des 2004 nicht mehr erschienen letzten Albums der Band, eine Filmdoku über die Gruppe, und einige Livekonzerte.

## Rezeption
Die Band gilt als wegweisende Popband in Portugal. Ihre Bedeutung resultiert aus ihren eingängigen Popsongs und ihrer Differenzierung zur Mehrzahl der Bands nach der Nelkenrevolution 1974, die in Portugal keine unbeschwerte Popmusik spielten, sondern zumeist Rock oder politisch motivierte Folkvarianten, oder aber Pop/Rock-Spielarten mit landestypischen Einflüssen. Diese Bedeutung der Band zeigt sich beispielsweise in weiterhin hohem Interesse an ihrer Musik (bsp. sechsstellige Zugriffszahlen bei YouTube), und in aktuellen Popbands in Portugal, die Stücke von ihnen nachspielen. Gelegentlich wird die Sängerin Viviane dazu einladen.
Die Band sang, trotz ihrer Orientierung an internationalem Popsound, überwiegend in Portugiesisch und nur gelegentlich in Französisch, nicht aber in Englisch.

## Diskografie (Alben)
- 1993: Entre S.F.F.
- 1995: Lollipop
- 1997: Edelweiss
- 1999: Loja de Sonhos
- 2001: www.entreaspasaovivo.com (Live)
- 2013: Best of 20 anos